# 1997 YU16
1997 YU16 är en asteroid i huvudbältet som upptäcktes den 29 december 1997 av Beijing Schmidt CCD Asteroid Program vid Xinglong-observatoriet.
Asteroiden har en diameter på ungefär 4 kilometer.